# 제56회 프라임타임 에미상
제56회 프라임타임 에미상은 2004년 9월 18일에 열린 시상식이다.

## 수상 및 후보

### TV 미니시리즈,영화-감독상
- 엔젤스 인 아메리카 - 마이크 니콜스 수상

### TV 코미디-최우수작품상
- 어레스티드 디벨롭먼트 - TV시리즈 수상

### TV 프로-최우수작품상
- Celebrity Mole: Yucatan - Sean Travis 수상

### TV 만화영화-최우수작품상
- 사무라이 잭 - 로버트 알바레즈 수상
- Star Wars: Clone Wars - 로버트 알바레즈 수상